# 井川スキー場腕山
井川スキー場 腕山（いかわスキーじょう かいなやま）は、徳島県三好市井川町井内西の腕山の北西の斜面にあるスキー場。四国では最も古いスキー場で、一般には腕山スキー場と呼ぶこともある。

## 概要
腕山は林業が盛んになった大正時代に索道の中継所となり、冬には林業や鉄道関係者がスキーを楽しんでいた。そして四国で唯一のスキー場（当時）として1927年（昭和2年）に開場した。1997年（平成9年）に当時の井川町が拡張改修工事を実施し、トリプルリフトや人工造雪機等を新設した。とくしま88景に選定。県内には本スキー場と剣山スキー場の2つのみである。

## ゲレンデ
ゲレンデは4コースのほかに、子ども向けの「ちびっこゲレンデ」が設置されている。また、ナイター営業を実施しているが、1月および2月の土曜日のみとなっている（詳細は公式サイトを参照）。
カイナコース（初級者向け）
滑走距離：200 m、最大傾斜：8度、平均傾斜：5度、ナイター：×
ナデシココース（初級者向け）
滑走距離：800 m、最大傾斜：10度、平均傾斜：7度、ナイター：○
パノラマコース（中級者向け）
滑走距離：430 m、最大傾斜：22度、平均傾斜：13度、ナイター：○
タクイラコース（上級者向け）
滑走距離：390 m、最大傾斜：25度、平均傾斜：18度、ナイター：×

## 施設
- リフト
  - トリプルリフト（400m）[1][4]
  - ファミリーペアリフト（292m）[1]
- センターハウス
- レンタルハウス
- イカワ フィンランドコテージ（宿泊施設、5棟）[1]
- 駐車場 500台（平日無料、土日祝日・年末年始は有料）[1]

## アクセス
自動車
- 徳島自動車道 井川池田ICより約50分[1]。